# Bille (Elbe)
Pour les articles homonymes, voir Bille.
La Bille est une rivière du nord de l'Allemagne, longue de 65 km dont 42 dans le Schleswig-Holstein. Cette rivière prend sa source près de Trittau et se jette dans l'Elbe à Hambourg.